# Germán Beardo
Germán Beardo Caro (El Puerto de Santa María, 16 de junio de 1985) es un político español del Partido Popular, alcalde de El Puerto de Santa María desde el 15 de junio de 2019.

## Biografía
Es hijo de Germán Beardo González y Carmen Caro López, ambos médicos. Beardo está casado con María José de los Santos y tiene cuatro hijos.
Fue un acreditado futbolista, del CD SAFA-San Luis que, más tarde fichó por los juveniles del Benfica en Portugal, pero una lesión le hizo abandonar su carrera deportiva. 
Es licenciado en Historia por la Universidad de Cádiz en 2009  y Grado en Derecho por la Universidad a Distancia de Madrid en 2012. Ha sido delegado de la Cámara de Comercio de Cádiz en Conil de la Frontera, Barbate y Trebujena (2009-2010) y consultor/jefe de Administración de W4 (2011-2012) 
En su faceta cofrade es hermano de dos corporaciones portuenses: Fervorosa, Ilustre y Antigua Hermandad y Cofradía de Nazarenos de Ánimas de San Nicolás de Tolentino, Nuestro Padre Jesús Nazareno, María Santísima de los Dolores, San Juan Evangelista, Orden Tercera de Servitas y Santa Cruz de Jerusalén, Hermandad del Nazareno (Puerto de Santa María)  y de la Real, Pontificia, Muy Antigua e Ilustre Archicofradía y Esclavitud de Ntra. Sra. de los Milagro, patrona de la Muy Noble y Muy Leal Ciudad y Gran Puerto de Santa María.
Presidente provincial de Nuevas Generaciones del PP en Cádiz de 2012 a 2014 y coordinador general del PP en Cádiz. Es presidente del PP de El Puerto de Santa María.
Desde 2023, Germán Beardo es vicepresidente cuarto de la Diputación de Cádiz, cargo que obtuvo tras la presidencia de Almudena Martínez del Junco, y tras la salida de Javier Pizarro.

## Alcalde de El Puerto de Santa María

### Primer Mandato (2019-2023)
Tras la celebración de las elecciones municipales de España de 2019, la candidatura del Partido Popular de la ciudad de El Puerto de Santa María, con Germán Beardo como cabeza de lista, ganaba las elecciones en la ciudad con el 29,4 % de los votos, 10.774 votos y 9 concejales, seguido del PSOE-A con 8 concejales. Como tercera fuerza política en la ciudad salió Adelante El Puerto, con 3 concejales. También obtuvieron concejales Ciudadanos (2), VOX (2) y Unión Portuense (1). 
Tras esto, el Partido Popular y Ciudadanos alcanzaron un acuerdo para investir el 15 de junio de 2019 a Beardo como alcalde de la ciudad, desbancando al socialista David de la Encina tras sus cuatro años de mandato.

### Segundo Mandato (2023-2027)
Tras la celebración de las elecciones municipales de España de 2023, la candidatura del Partido Popular de Andalucía de la ciudad de El Puerto de Santa María, nuevamente con Beardo como cabeza de lista, ganaba las elecciones en la ciudad, obteniendo una mayoría absoluta al obtener el 46,54 % de los votos, 18.091 votos y 14 concejales, aumentando en 5 el número de concejales obtenidos en 2019. El resto de fuerzas políticas que obtuvieron representación fueron el PSOE-A (5 concejales), VOX (3), Unión Portuense (2) e IU Andalucía (1). Adelante Andalucía y Ciudadanos se quedaron sin representación.
Por tanto, y salvo imprevistos, el Partido Popular logrará investir a Beardo como alcalde de la ciudad para continuar con su mandato durante los próximos cuatro años.

## PP de Cádiz
El 22 de abril de 2021, Bruno García presentaba su candidatura para presidir el Partido Popular de la provincia de Cádiz, con Germán Beardo como candidato a secretario general. El 23 de mayo de 2021, durante la celebración del 17º Congreso, la candidatura obtenía el 99,3% de los votos, por lo que Germán Beardo se convertía en secretario general del partido en la provincia de Cádiz. 

## Cargos desempeñados
- Concejal del Ayuntamiento de El Puerto de Santa María (2015-actualidad).
- Diputado provincial en la Diputación Provincial de Cádiz (2015-actualidad).
- Alcalde de El Puerto de Santa María (2019-actualidad).[2]
- Vicepresidente de Relaciones Internacionales de la Federación Española de Municipios y Provincias (FEMP) (2019-actualidad).[3]
- Secretario General del PP de Cádiz (2021-actualidad).Vicepresidente cuarto de la Diputación provincial de Cádiz (2024-actualidad)